# Angelo Conterno
Angelo Conterno (Turijn, 13 maart 1925 - aldaar, 1 december 2007) was een Italiaans wielrenner. Een zeer compleet renner, die profrenner was van 1950 tot en met 1965. Hij reed zijn volledige carrière uitsluitend voor Italiaanse wielerteams, maar behaalde zijn grootste succes buiten de landsgrenzen, toen hij als eerste Italiaan de Ronde van Spanje won. In 1956 pakte hij na zijn zege in de tweede etappe de gouden leiderstrui en stond deze in een van de spannendste Vuelta's in de geschiedenis niet meer af. Zijn voorsprong op de Spanjaard Jesús Loroño bedroeg uiteindelijk slechts 13 seconden.

## Belangrijkste overwinningen
1953
- Ronde van de Apennijnen

1954
- Ronde van Lazio

1956
- 2e etappe Ronde van Spanje
- Eindklassement Ronde van Spanje
- Ronde van Campanië

1957
- Ronde van Venetië

1958
- Ronde van Reggio Calabria

1959
- Kampioenschap van Zürich
- 3e etappe Ronde van Romandië
- Ronde van Ticino

1961
- Ronde van Piëmont
- Trofeo Matteotti

## Resultaten in voornaamste wedstrijden
| Jaar | Ronde van Italië | Ronde van Frankrijk | Ronde van Spanje |
| ---- | ---------------- | ------------------- | ---------------- |
| 1950 |                  |                     |                  |
| 1951 |                  |                     |                  |
| 1952 | 24e (1)          |                     |                  |
| 1953 | 5e               |                     |                  |
| 1954 | 10e (1)          |                     |                  |
| 1955 | 18e (1)          |                     |                  |
| 1956 |                  | 41e                 | ↑ (1)            |
| 1957 |                  |                     |                  |
| 1958 | opgave           |                     |                  |
| 1959 | 14e              |                     |                  |
| 1960 | 21e              |                     |                  |
| 1961 | 16e              |                     |                  |
| 1962 | 21e              |                     |                  |
| 1963 | 27e              |                     |                  |
| 1964 |                  |                     |                  |

| Jaar | Milaan-San Remo | Ronde van Vlaanderen | Parijs-Roubaix | Luik-Bast.‑Luik | Ronde van Lombardije | Parijs-Tours | Parijs-Brussel |  | WK op de weg |
| ---- | --------------- | -------------------- | -------------- | --------------- | -------------------- | ------------ | -------------- |  | ------------ |
| 1950 |                 |                      |                |                 | 10e                  |              |                |  |              |
| 1951 |                 |                      |                |                 | 6e                   |              |                |  |              |
| 1952 |                 |                      |                |                 | 39e                  |              |                |  |              |
| 1953 |                 |                      |                |                 | 5e                   | 65e          |                |  |              |
| 1954 | 13e             |                      |                |                 | 31e                  | 8e           |                |  |              |
| 1955 | 17e             |                      |                |                 | ↑                    |              |                |  |              |
| 1956 |                 |                      | 26e            |                 | 22e                  | 22e          | 57e            |  |              |
| 1957 |                 |                      | 39e            |                 | 7e                   | Brons        |                |  |              |
| 1958 | 4e              | ↑                    | 28e            |                 | 10e                  | 34e          | 17e            |  |              |
| 1959 | 19e             |                      | 17e            | 5e              |                      |              | 28e            |  | 10e          |
| 1960 | 87e             |                      |                | 51e             | 15e                  |              | 42e            |  |              |
| 1961 | 41e             | 32e                  | 119e           |                 | 8e                   | 79e          | 31e            |  | 12e          |
| 1962 | 23e             |                      | 44e            |                 | 6e                   |              |                |  |              |
| 1963 | 70e             |                      | 50e            |                 | 6e                   |              |                |  |              |
| 1964 |                 |                      |                |                 | 11e                  |              |                |  |              |